# Амарнський архів

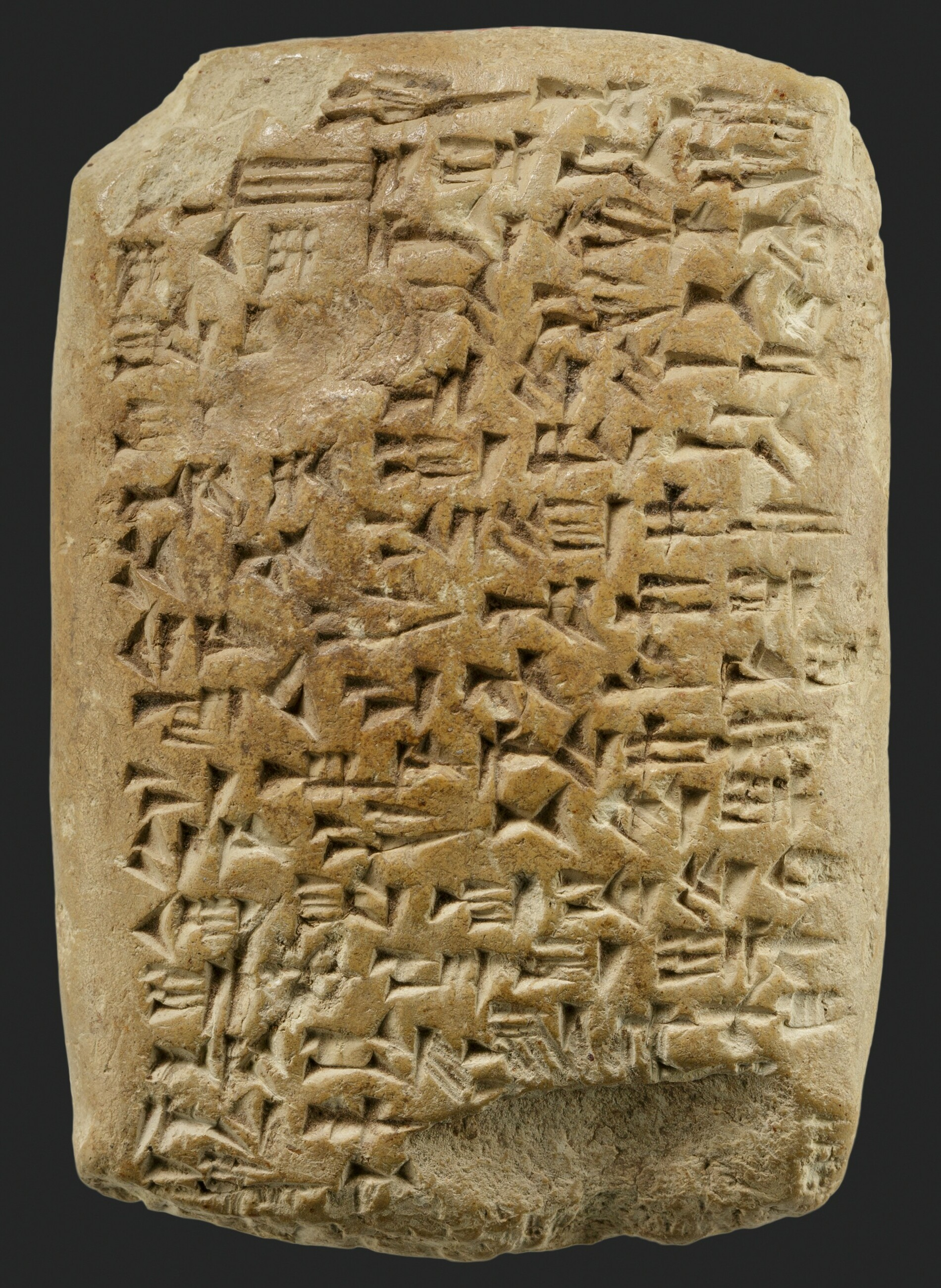
Глиняна клинописна табличка з Амарнського архіву

Амарнський архів або Амарнські листи — колекція унікальних клинописних пам'яток часів Нового царства, знайдених у руїнах стародавнього Ахетатона у Середньому Єгипті. Найдавніші листи в колекції датуються останніми роками правління Аменхотепа III (правив бл. 1388 - 1351 рр. до н.е.). Найновіший лист був адресований фараону Тутанхамону (правив бл. 1333 - 1324 рр. до н.е.).Фактично це частина дипломатичного листування між фараонами амарнського періоду і правителями Ханаану, Малої Азії та Егейських островів. Амарнський архів є цінним джерелом відомостей щодо дипломатії та зовнішньополітичної ситуації на Близькому Сході в XIV ст. до н.е.

## Історія відкриття
Першу та найбільшу групу табличок, знайдених в Амарні, випадково виявили єгипетські селяни (фелахи) наприкінці літа 1887 року. Таким чином, більшість табличок походять з археологічно незадокументованих контекстів. Таблички спочатку зберігалися в будівлі поблизу огородженого будинку фараона у Центральному місті, позначеній за допомогою цегли з відбитими візерунками. Ця будівля являла собою царський архів і, ймовірно, також функціонувала як скрипторій. Про існування табличок стало відомо невдовзі після їх відкриття, і вже в грудні 1887 року Ернест Альфред Волліс Бадж придбав набір табличок для Британського музею. Під час незаконних розкопок на цьому місці було знайдено понад триста табличок. Завдяки роботі торговців старожитностями численні набори табличок надійшли до музеїв кількох країн, включаючи Берлінський Музей Передньої Азії та Каїрський єгипетський музей. Археологічні розкопки під керівництвом Фліндерса Пітрі дали ще одну групу табличок протягом 1891 - 1892 рр. Амарнський корпус пізніше був розширений табличками, знайденими під час розкопок Німецького східного товариства (під керівництвом Людвіга Борхардта) та Єгипетського дослідницького товариства (спочатку очолюваного Томасом Еріком Пітом, а згодом Джоном Пендлбері).

## Особливість джерела
Документи мають вигляд глиняних табличок списаних клинописом аккадською мовою, що використовувалася у той час в регіоні для міжнародних дипломатичних відносин. Більшість листів написані периферійною формою аккадської мови, що відображає багато спільних нововведень разом з архаїзмами. Винятками є один лист, написаний ассирійською мовою (EA 15); один лист з Міттані (EA 24), написаний хуритською мовою; та два листи з Арцава, написані хетською мовою (EA 31–32). Мова листів значно варіюється залежно від мови-основи окремих писарів, а також від їхнього досвіду та навичок. Можна виділити два основні варіанти: так званий хурро-аккадський діалект у північних районах та ханаанітсько-аккадський діалект на півдні. У текстах південного регіону лексика переважно аккадська, тоді як граматика переважно ханаанська.
Амарнське листування змальовує систему міжнародних відносин тих часів, яку часом так і називають — амарнською системою. Самі Амарнські листи традиційно поділяються на дві основні групи залежно від соціально-політичного статусу країн. Перша група складається з листів, якими обмінювалися фараон Єгипту та правителі інших великих держав, до яких відносились сам фараон Єгипту і царі Мітанні, Вавилонії, Ассирії та Хатті. До цієї ж групи відносяться листи з незначними, відносно незалежними правителями малих держав, до яких відносились царі Арцава та Аласія. Друга, більша група, однак, складається з листів васалів Єгипту. Васальне листування відображає діяльність дрібних правителів Сирії, Палестини та Ханнану, їхні внутрішні справи, суперечки один з одним та їхні стосунки з єгипетською адміністрацією в регіоні, а також місцеві політичні та адміністративні системи. Ці листи складаються переважно з запевнень у відданості чи прохань про допомогу.
У межах цих двох груп внутрішня структура окремих текстів є відносно стандартизованою, і саме формат листа значною мірою підтверджує діадичний поділ корпусу. Окреме місце серед листів займає листування правителів Угарита, яке є проміжною формою між міжнародними та васальними листами. Як правило, кожен лист складається з двох частин: вступної частини, що містить адресу та привітання, і основної частини листа. Обидві частини необхідні для розуміння амарнатських листів як дипломатичних документів. У той час як основна частина листа містить інформацію, яку потрібно передати, вступна частина надає інформацію, необхідну для правильного розуміння повідомлення, і будь-які нестандартні елементи в цій частині можуть вплинути на інтерпретацію змісту послання. Вступні фрагменти формулюються за допомогою стандартизованого набору структурних елементів, але індивідуальні реалізації цих формул відображають певні традиції письма.

## Місцезнаходження
Наразі корпус Амарни складається з 382 табличок та фрагментів (+ табличка виявлена в 1891 році на місці Тель-ель-Хесі в південному Ханаані):
- 202 або 203 таблички та низка фрагментів — у Берлінському музеї Передньої Азії;
- 96 табличок — у Британському музеї;
- 52 таблички — у Каїрському єгипетському музеї;
- 23 таблички — у Ешмолівському музеї;
- 7 табличок — у Луврі;
- 3 таблички — у московському Державному музеї образотворчих мистецтв імені О.С. Пушкіна;
- 2 таблички — у Музей мистецтва Метрополітен у Нью-Йорку;
- 1 табличка — в Інституті Сходу в Чикаго;
- 1 табличка — у Королівському музеї витончених мистецтв у Брюсселі.

Більшість табличок є документами епістолярного характеру, тобто листами та описами. Решта табличок складаються з наукових текстів або документів, що так чи інакше пов'язані з діяльністю писарів Амарни, і включають літературні тексти (міфи та епоси), силлабарії, вправи, лексичні тексти та списки, а також глиняний циліндр з написом.